# Florin Negruțiu
Florin Aurelian Negruțiu (n. 1977, Brașov, România) este un jurnalist și realizator de programe de televiziune din România. El este în prezent moderatorul emisiunii „În fața ta” la Digi24 alături de Claudiu Pândaru din 2016.

## Studii
A absolvit Colegiul Național „Andrei Șaguna” din Brașov, iar ulterior a absolvit Facultatea de Litere a Universității din București în anul 1999. După absolvirea facultății, el a predat ca un profesor de limba română la un liceu. Timp de 10 ani, a studiat și la Facultatea de Lingvistică a Universității din București.

## Activitate profesională
Și-a început cariera ca reporter politic la ziarul Curentul. Între anii 2005–2015, a lucrat la Gândul, unde a fost mai întâi reporter politic, după a fost director editorial al ziarului timp de 3 ani, iar după a fost redactor-șef al ziarului până la demisia sa în anul 2015. Actualmente, este moderatorul emisiunii „În fața ta” la Digi24 alături de Claudiu Pândaru.
A pornit pe 16 noiembrie 2015, alături de Cristian Tudor Popescu, Claudiu Pândaru și Alex Livadaru platforma independentă de opinii și analize: Republica.ro.